# Marius Lindvik
Marius Lindvik (Frogner, 27 juni 1998) is een Noors schansspringer.

## Carrière
Lindvik maakte zijn debuut in de wereldbeker in het seizoen 2015/2016. Bij zijn eerste wereldbekerwedstrijd op 5 december 2015 in Lysgårdsbakken werd hij 32ste. De Noor werd vervolgens afgevaardigd naar de Olympische Jeugdwinterspelen 2016, die dat jaar eveneens in Lillehammer werden gehouden. Hij won individueel de zilveren medaille en werd met het Noorse team zesde. Hij nam drie jaar achtereen (2016, 2017, 2018) deel aan het jeugd-WK en won daar diverse teammedailles en één keer het individuele goud (2018).
Tijdens het Vierschansentoernooi behaalde hij op 1 en 4 januari 2020, verrassend, zijn eerste wereldbekerzeges in Garmisch-Partenkirchen en Innsbruck. Uiteindelijk zou Lindvik tweede worden in het Vierschansentoernooi, achter Dawid Kubacki.
Lindvik werd olympisch kampioen op de grote schans tijdens de Olympische Winterspelen van 2022 in Peking.
In 2025 werd Lindvik geschorst, nadat zijn coach had toegegeven dat er tegen de regels in aanpassingen aan zijn skipak waren gedaan.

## Belangrijkste resultaten

### Wereldbeker
Eindklasseringen
| Seizoen   | Algm | SV  | 4S     | RAW   |
| --------- | ---- | --- | ------ | ----- |
| 2017/2018 | 41e  | –   | –      | 30e   |
| 2018/2019 | 44e  | 39e | –      | 23e   |
| 2019/2020 | 7e   | 11e | Zilver | Brons |

Wereldbekerzeges
| Datum          | Plaats                 | Schans |
| -------------- | ---------------------- | ------ |
| 1 januari 2020 | Garmisch-Partenkirchen | HS142  |
| 4 januari 2020 | Innsbruck              | HS130  |

### Grand-Prix
Eindklasseringen
| Jaar | Plaats |
| ---- | ------ |
| 2019 | 42e    |